# Clown

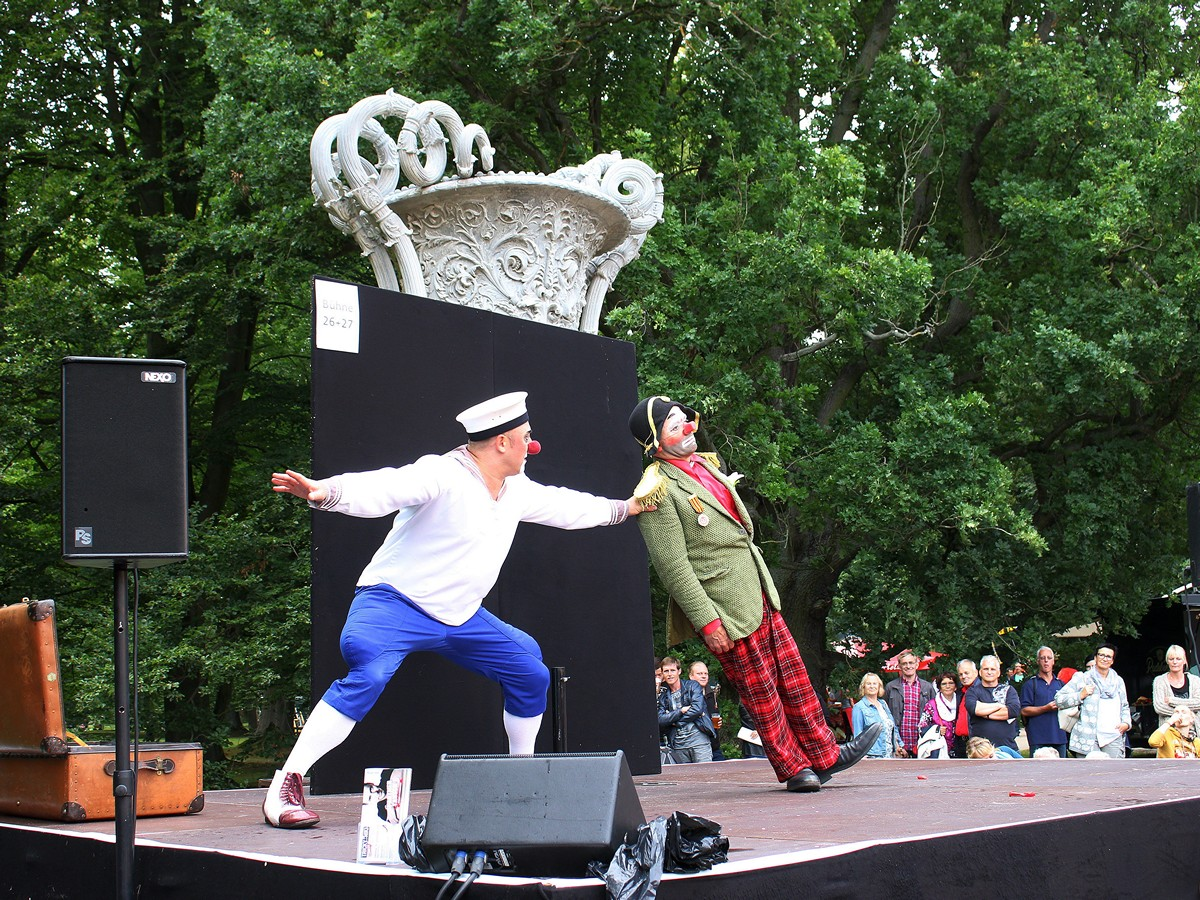
Pocosapiens Clowns in Ludwigslust (2016)

Ein Clown [kla͜un oder klaʊ̯n, auch kloːn] ist ein Artist, dessen primäre Kunst es ist, Menschen zum Lachen zu bringen. Der Begriff „Clown“ kommt von einem englischen Begriff mit der Bedeutung „Bauerntölpel“ (16. Jahrhundert), im Englischen seit etwa 1600 für „Narr, Spaßmacher“ verwendet; deutsch seit dem 18. Jahrhundert, vielleicht unter dem Einfluss der Shakespeare-Übersetzungen. Ein veralteter, vor allem in Dialekten gebräuchlicher Begriff ist Pajass, Bajazzo (via französisch Paillasse von italienisch Pagliaccio).

## Begriff
Vom Komiker und vom Narren lässt sich der Clown nicht immer unterscheiden; jedenfalls fehlt dem Begriff je nach Kontext meist das Despektierliche des Hampelmanns.

## Geschichte

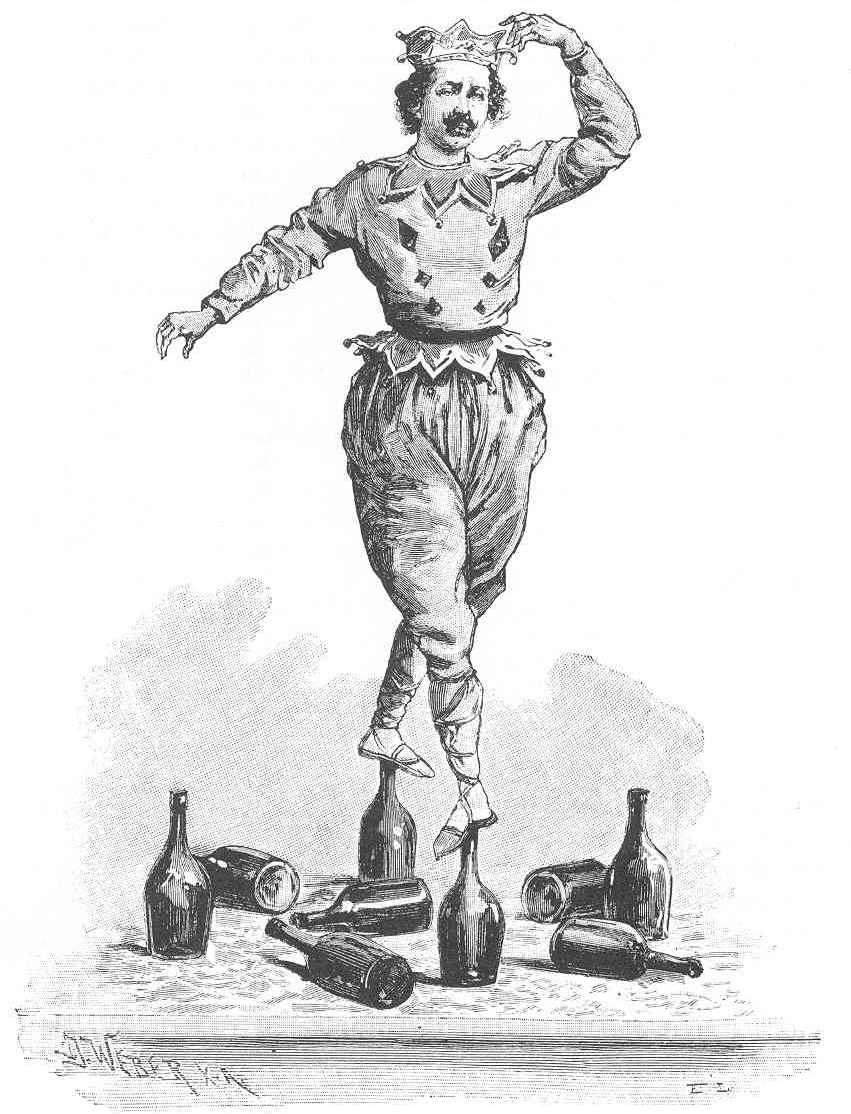
Jean-Baptiste Auriol

Die Funktion des Clowns in menschlichen Gesellschaften ist uralt. Beispielsweise spielten bei griechischen Gastmählern die gelotopoioi und in der römischen Oberschicht die scurrae eine ähnliche berufsmäßige Rolle.
Die Figur des modernen Clowns entwickelt sich aus den Zanni, den Dienerfiguren in der Commedia dell’arte, die ihrerseits auf ähnliche Figuren in der griechischen und römischen Komödie zurückgehen. Ab Beginn des 16. Jahrhunderts traten Clowns in den Pausen englischer Bühnenstücke auf, um die Zuschauer zu unterhalten. Im 16. Jahrhundert erschienen auch Arlecchino (später Harlekin, Hanswurst), Pedrolino (später Pierrot) und Pulcinella in der italienischen Commedia dell’arte. 
Diese Figuren, insbesondere auch der Pagliaccio, dessen Name zum romanischen Begriff für den modernen Clown wurde, wurden im 17. Jahrhundert von Molière und Mitte des 18. Jahrhunderts von Goldoni weiterentwickelt. Die entsprechende deutsche Theaterfigur hieß seit dem 16. Jahrhundert „Hanswurst“. Der Darsteller Franz Schuch näherte seinen Hanswurst um 1750 wieder dem italienisch-französischen Harlekin an.
Im 17. Jahrhundert tritt der Clown als spitzbübischer Gegenspieler Harlekins in der englischen Harlequinade auf, einem durch die Commedia dell’arte inspirierten Genre. Bei Shakespeare treten in zwei Stücken Figuren als Clowns auf: in Othello (1603) ein Diener und im Wintermärchen (um 1610) ein tölpelhafter Schäfer.
In manchen deutschen Dialekten wandelt sich das Wort Bajazzo (Ital. pagliaccio) zu „Bajass“ und ist ein als Zirkusclown verkleideter Hanswurst und Possenreißer auf Jahrmärkten und anderen Schaustellungen. Das heutzutage geläufigere Wort für den dummen August ist die Bezeichnung Clown.

### Entwicklung des Zirkusclowns
Moderne Clowns finden sich im Varieté und vor allem im Zirkus. Begonnen hat alles in der zweiten Hälfte des 19. Jahrhunderts in einem mit Sägemehl übersäten Spielzirkel, der durch Philip Astley zum Schauplatz des Clowns wurde. Genutzt wurde dieser vorerst für komische Artistik auf dem Pferderücken (deswegen auch die Kreisform). Hieraus entwickelte sich im Folgenden der Komiker mit dem Pferd, wie beispielsweise bei „scènes de manège“ oder „Two Englishmen on horseback“. Mit der Entstehung fester Spielorte (Cirque Olympique, Cirque Medrano, Cirque d’hiver) veränderte sich auch die Darbietung der Clowns. Der Clown trat vornehmlich als Pantomime auf, der tölpelhaft in der Manege herumstolperte, stürzte und sich in Interaktion mit anderen Clowns Fußtritte und Ähnliches einfing. Hier zeigt sich schon die Ähnlichkeit mit unserem heutigen Zirkusclown, der ein Sammelsurium von gebündelter Sinnlosigkeit aufzeigt, indem er partout durch Türen treten will, auf denen „Gefahr“ steht, neugierig in Gewehrläufe schaut oder aus Hunger auch mal Kerzen aufisst. Mit all diesen Gebärden überschreitet der Clown verbotene Grenzen der Gesellschaft und wird damit zum Spötter der Realität. Der Zirkus mit seinen Clowns bildet so ein verkleinertes Modell der Gesamtheit einer Kultur mit all ihrer Irrationalität und Ironie ab.

### Der moderne Clown

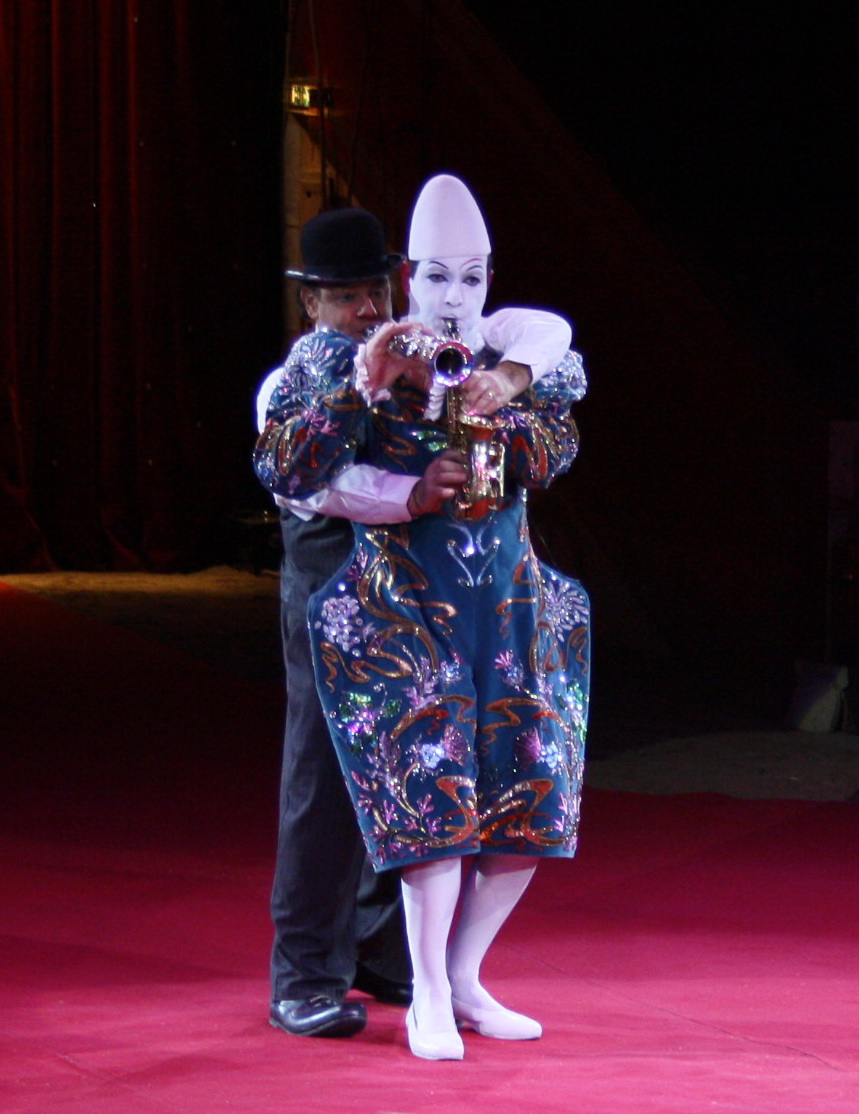
Clownduo „Les Rossyann“ mit Yann Rossi als Weißclown und Maurin „Hector“ Rossi als Dummer August

Die ersten großen Vorläufer der heutigen Clowns waren die Pantomime-Künstler Jean-Gaspard Deburau mit seiner Nummer „Der Arzt“ und Joseph Grimaldi, der den modernen Clown mit dem geschminkten Gesicht Anfang des 19. Jahrhunderts in London entwickelte, der aber noch nicht im Zusammenhang mit dem Zirkus, sondern mit der englischen Pantomime stand.
Im Circus Renz entwickelte Tom Belling die Typologie des Dummen Augusts, der anfangs das Geschehene karikierte, später aber fast nur mehr gemeinsam mit einem Weißclown im klassischen Clowns-Entrée auftrat.
Wesen und Symbolik des Clowns werden ganz besonders deutlich in der Unterscheidung zwischen den fast immer gemeinsam auftretenden Figuren Weißclown und dummer August. Zum Teil wird auch noch die Figur des Ansagers (Sprechstallmeister oder Ringmaster) in diese Differenzierung aufgenommen, wobei diese und besonders der Direktor als Vorgesetzter auch als Objekt der Veralberung dienen können.

## Erscheinungsbild

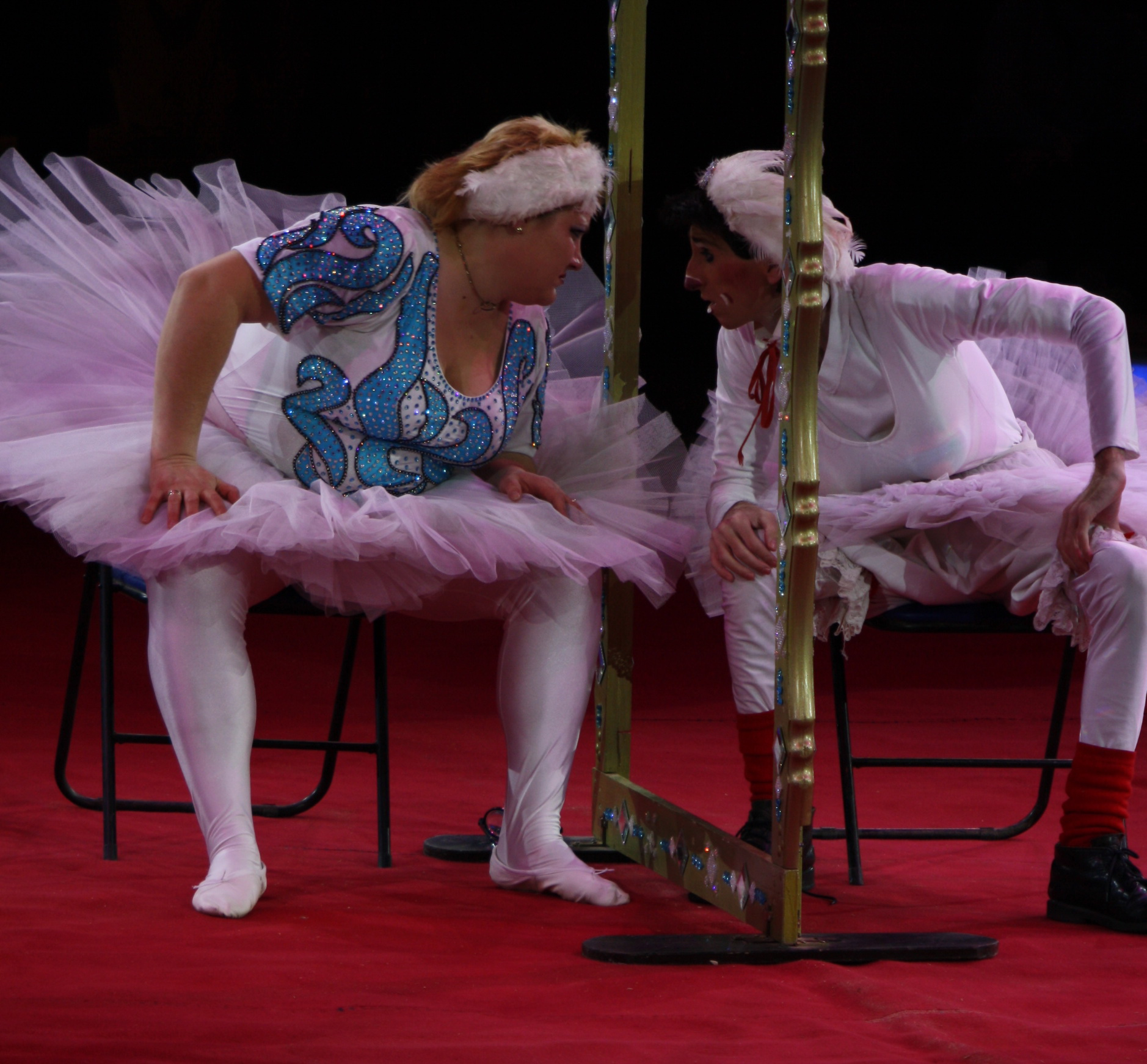
Angela und Vincenzo

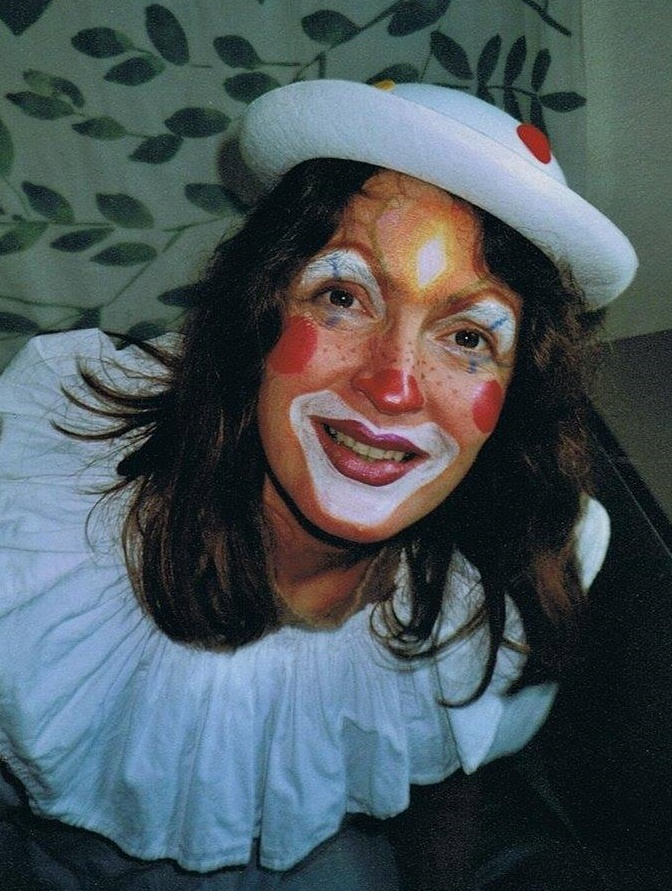
Als Clown geschminkte Frau ohne Maske (Faschingskostüm)

Die Verkleidung des typischen (Zirkus-)Clowns besteht aus verschiedenen Elementen. Er trägt oft zu große, bunte Kleidung, eine Perücke und eine rote Nase. Häufig wird durch Größenkontraste, wie zu große Schuhe und Miniaturinstrumente, eine komische Unangemessenheit herausgestellt. Besonders ist auch das geschminkte Gesicht, das je nach Typ variiert.
- Das Kostüm: Durch das Kostüm werden die Figur und die Situation des Clowns charakterisiert. Durch besonders ausgestaltete Kostüme zum Beispiel in Bezug auf die Größe, können so Figur und Spielhandlung vergrößert werden. Außerdem rufen bestimmte Kostüme bestimmte Assoziationen hervor, weswegen durch den Erwartungen entgegengestelltes Handeln eine Diskrepanz entsteht. So entwickelt sich eine wirkungsvolle Gestaltungsmöglichkeit der Groteske.
- Die Schuhe: Durch Schuhe lässt sich eine Verfremdung der Bewegung erzielen, die wiederum interessante Effekte haben kann.
- Die Maske: Mit einer Maske lässt sich der Charakter vergrößern. Man unterscheidet zwischen Vollmaske und Halbmaske. Die Vollmaske bedeckt das gesamte Gesicht und hat meist noch Haarteile angefügt. Durch die Bedeckung des Gesichts geht die Mimik verloren, weshalb bei Vollmaske eine überzogene Gestik gefordert ist. Die Halbmaske lässt Mund und Unterkiefer frei, womit das Sprechen möglich ist. Zur Maskierung gehört auch die rote Clownsnase, die einen wichtigen Bezugspunkt bildet, da sie den Charakter festlegt. Schminke ist vor allem bei Pantomime wichtig, um eine bessere Wahrnehmung der Mimik zu erzielen. Farbkontraste wie weißer Grund, schwarz umrandete Augen und roter Mund erleichtern dies. Durch die Vergrößerung oder Verkleinerung verschiedener Gesichtsteile mit Schminke verändern sich die Gesichtsproportionen, was wiederum Einfluss auf die Mimik hat.

Weitere Elemente wie Brillen, Bärte, Hüte etc. werden je nach Situation und Absicht benutzt.

## Berühmte Clowns

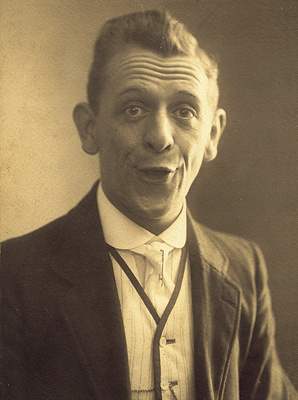
Grock (1903)

Der Schweizer Clown Grock trat Anfang des 20. Jahrhunderts erfolgreich in Europa, Amerika und Nordafrika auf. Der Russe Oleg Popow wurde in den 1960er-Jahren weltweit berühmt. Andrei Nikolajew gehörte zu den Clowns des Russischen Staatszirkus und war Professor an der Theaterakademie in Moskau. Weltbekannt ist Charlie Rivels „Akrobat – schööön!“.

## Organisationen

### Clowns ohne Grenzen
„Clowns ohne Grenzen“ ist – analog zu Médecins sans frontières (Ärzte ohne Grenzen) – eine international tätige Organisation von Clowns, die ehrenamtlich in Krisengebiete reisen, um dort für die Menschen zu spielen und Workshops zu geben. Als Krisengebiete wird ein Umfeld verstanden, in dem beispielsweise Krieg, Naturkatastrophen oder Armut herrschen. Die Idee der „Clowns without borders“ stammt aus Spanien, von wo seit 1993 Clowns in alle Welt reisen. Binnen kurzer Zeit übernahmen Clowns aus Frankreich und Schweden die Idee und mittlerweile (2015) zählen zwölf nationale Organisationen dazu.

### Klinikclowns
Clowns halten immer mehr Einzug in Krankenhäuser und in Kinderheime, wo sie als Clowndoktoren oder „CliniClowns“ (in Österreich) mittels Improvisation arbeiten und meistens von Kind zu Kind gehen, um sie zum Lachen zu bringen. Beispiele dafür sind etwa die „Rote Nasen Clowndoctors“ in Österreich, die „Hôpiclowns“ und die Stiftung Theodora in der Schweiz oder der Verein „Dr Placebo“ in Bulgarien.

### Clownschulen
Verschiedene Einrichtungen bieten Lehrgänge und Ausbildungsmöglichkeiten zum Clown unter Beteiligung namhafter Gastdozenten an.

## Coulrophobie

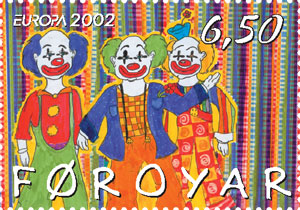
Clowns von einer 13-jährigen Schülerin auf den Färöern gezeichnet (Briefmarke von 2002)

Die krankhafte Angst vor Clowns wird als Coulrophobie bezeichnet. Die Universität im englischen Sheffield befragte 250 Kinder im Alter zwischen 4 und 16 Jahren über Clowns. Keines gab an, Clownsbilder, die im Krankenhaus an den Wänden hingen, lustig zu finden, einige fürchteten sich vor ihnen. Auffallend viele Kinder hatten ein Unbehagen beim Anblick von Clowns.

## Negative Clown-Charaktere
Der Serienmörder John Wayne Gacy trat als „Pogo der Clown“ auf. Ein Beispiel für einen negativen Clown-Charakter aus der Literatur ist die Gestalt des Pennywise in Stephen Kings Horror-Roman Es. Gleiches gilt für die Figur des Captain J. T. Spaulding im Horrorfilm Haus der 1000 Leichen und dem Sequel The Devil’s Rejects.
Im DC-Universum von DC Comics existiert die Schurkenfigur des Joker, der als Antagonist des Helden Batman auftritt.
In der Spawn-Comicserie existiert der Superschurke Violator, ein dämonischer Clown.
In der Fernsehserie Die Simpsons tritt mit Krusty, dem Clown, eine Clownsfigur mit zweifelhaftem Charakter auf. Rauchen, Alkohol, Tablettenmissbrauch, Sex und Glücksspiel sowie Geiz und Profitgier gehören zu seinen Lebensgewohnheiten und nehmen immer wieder Einfluss auf seine Show sowie seine Wahrnehmung durch die Öffentlichkeit. Außerdem sind seine Merchandise-Artikel oft leicht entflammbar, giftig oder scharfkantig. Krusty wird häufig auch als vom Leben gezeichnete, tragische Figur dargestellt.
Mitte der 2010er Jahre entstand das Horrorclown-Phänomen als weltweiter Trend, der ursprünglich von den USA ausging. Als Horrorclowns verkleiden sich Personen einzig in der Absicht, Passanten zu erschrecken. Dargestellt werden daher meist einschüchternde Grimassen oder entstellte Clownsgesichter. Durch Zuhilfenahme von Utensilien wie Kunstblut, Waffen, Kettensägen oder Werkzeugen soll der Schreckeffekt verstärkt werden.

## Der Clown in der Literatur, auf der Bühne und im Film
Im Jahr 1963 veröffentlichte Heinrich Böll seinen Roman Ansichten eines Clowns. Der Roman wurde 1975 von Vojtěch Jasný in der Produktion von Heinz Angermeyer und Maximilian Schell verfilmt und am 14. Januar 1976 uraufgeführt. In einer Textadaption von Valery Pecheykin hat am 30. März 2019 das Nationaltheater Mannheim eine Bühnenfassung „frei nach Heinrich Böll“ uraufgeführt.

### Weitere Werke mit Clowns als (Haupt-)Charakter
- Sebastian Brant: Das Narrenschiff (1494)
- Erasmus von Rotterdam: Lob der Torheit (1511)
- „Feste “/ Narr in Was ihr wollt von William Shakespeare (um 1601)
- Henry Miller: Das Lächeln am Fuße der Leiter. 1948, deutsch: Suhrkamp, Frankfurt am Main 1978, ISBN 3-518-01198-7.
- „Noman Noman“ in Shalimar the Clown von Salman Rushdie (2005); deutsch Shalimar der Narr. Rowohlt, Reinbek bei Hamburg 2006; Taschenbuch ebd. 2007, ISBN 978-3-499-23931-1
- „Pennywise“, ein Clown als Angst bringendes Monster in Es von Stephen King (1986)
- Edwin Ortmann: Die Clowns, die Liebe, der Tod, Hörspiel, Südwestrundfunk 2000.
- „Kasper Krone“ in Das stille Mädchen von Peter Høeg (2006)

## Der Clown in der Musik
Ein Musikclown ist ein Clown, dessen Repertoire durch musikalische Darbietungen geprägt ist.

### Trivia
- Das Cover des Albums Earth to Dora, das im Oktober 2020 erschien, der Rockband Eels zeigt die Zeichnung eines lächelnden Clowns mit schwarzem Zylinder.
- Shawn Crahan, Perkussionist der Metalband Slipknot trägt während Konzerten eine Clownsmaske.
- In seinem Lied Leningrad vergleicht Billy Joel sein Leben mit dem des (realen) russischen Zirkus-Clowns Victor Razinov.
- Weitere erfolgreiche Lieder, die Clowns thematisieren sind All the Clowns von Edguy und Wo sind die Clowns? von Saltatio Mortis. Beide Stücke haben Aufrufzahlen im Millionenbereich.[16][17]

### Dissertationen
- Andrea Pfandl-Waidgasser: Spielerischer Ernst: clowneske Interventionen in der Krankenhausseelsorge (= Praktische Theologie heute, Band 113), Kohlhammer, Stuttgart 2011, ISBN 978-3-17-021725-6 (Dissertation Graz 2009, 301 Seiten, Inhaltsverzeichnis; Inhaltstext).
- Gisela Matthiae: Clownin Gott: eine feministische Dekonstruktion des Göttlichen (= Praktische Theologie heute, Band 45), Kohlhammer, Stuttgart / Berlin / Köln 1999, ISBN 978-3-17-016102-3 (Dissertation Universität Hamburg 1998, 320 Seiten).
- John Plant: Heyoka: die Contraries und Clowns der Plainsindianer. Verlag für Amerikanistik, Wyk auf Föhr 1994, ISBN 3-89510-011-0 (Dissertation Freiburg im Breisgau) 1994, 240 Seiten
- Hans-Ulrich Sanner: Tsukulawa: die Clownzeremonie der Hopi als Spiegel ihrer Kultur im Wandel (4 Mikrofiches), 1992 DNB 931316596 (Dissertation Universität Frankfurt am Main 1992, Mikroreproduktion eines Manuskripts).
- Annette M. Fried & Joachim Ph.: Kelle Identität und Humor: eine Studie über den Clown 1991, ISBN 978-3-89228-722-3 (Dissertation Universität Frankfurt am Main 1991, 637 Seiten, Inhaltsverzeichnis).
- Götz Arnold: Darstellung und Wirkungsweise des Clownesken zwischen „kritischer Selbstreflektion“ und „Unterhaltung“ am Beispiel von F. J. Bogners Clown-Theater „Sisyphos“, Nold, Frankfurt am Main 1991, ISBN 3-922220-52-5 (Dissertation FU Berlin 1990, 261 Seiten).
- Elizabeth Hale Winkler: The clown in modern Anglo-Irish drama (= Europäische Hochschulschriften, Reihe 14: Angelsächsische Sprache und Literatur, Band 50). Lang, Frankfurt am Main / Bern 1976, ISBN 978-3-261-02903-4 (Dissertation FU Berlin 1976, 297 Seiten).